# Maison Borromeo
 (janvier 2010).
Si vous disposez d'ouvrages ou d'articles de référence ou si vous connaissez des sites web de qualité traitant du thème abordé ici, merci de compléter l'article en donnant les références utiles à sa vérifiabilité et en les liant à la section « Notes et références ».
Pour les articles homonymes, voir Borromeo.
La maison Borromeo (dont le patronyme est parfois francisé en Borromée) est issue de Lombardie, où elle a joué un rôle politique important à partir du XVe siècle.

## Histoire

### Prospérité

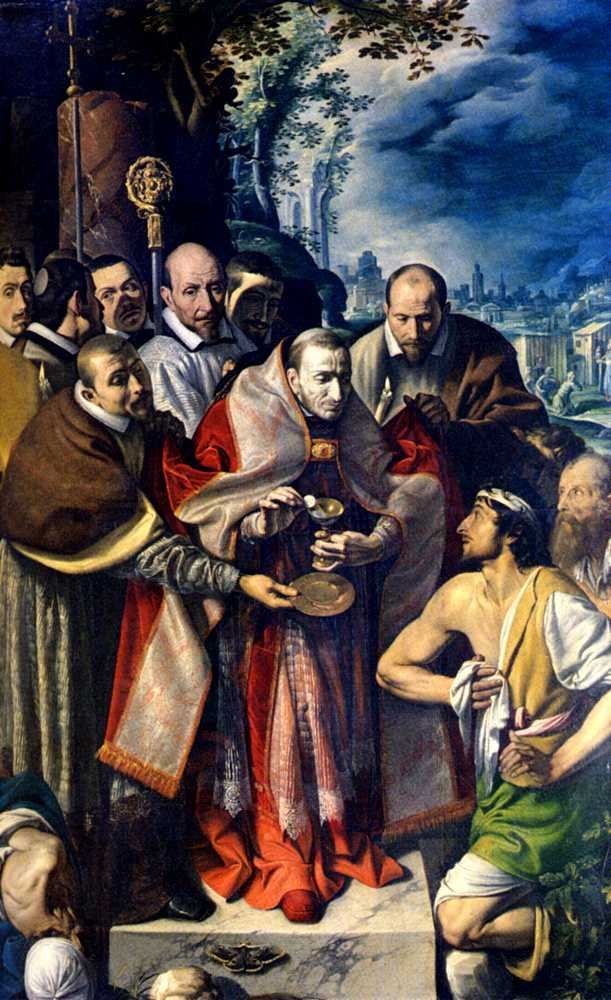
Charles Borromée donnant la communion aux victimes de la peste,
Tanzio da Varallo
(v. 1616, Domodossola).

Soutien de la famille Visconti, qui prend le titre de duc de Milan en 1395, et de la famille Sforza qui succède à la précédente en 1450. 
L'alliance des trois familles est symbolisée par le nœud borroméen, emblème qui orne les palais des Borromeo, notamment sur l'Isola Bella.
Elle connaît une période de puissance et de prospérité, jusqu'à ce que le duc François II Sforza lègue le duché à Charles Quint.

### Actuellement
De nos jours, la famille Borromeo possède toujours des biens fonciers étendus sur le pourtour du lac Majeur, notamment la Rocca Borromeo, l'Isola Bella et l'Isola Madre (îles Borromées). Elle porte également plusieurs titres de noblesse.

## Membres illustres

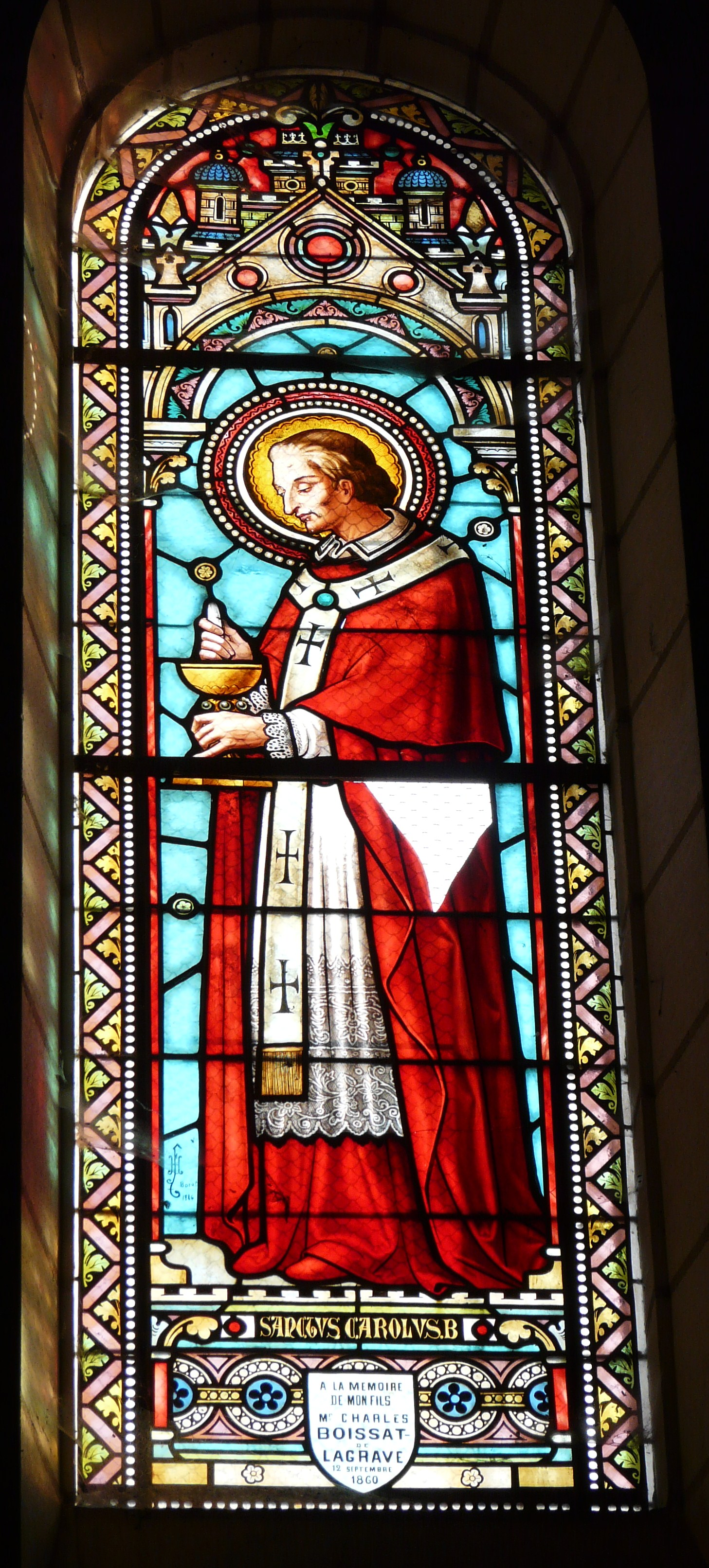
Vitrail représentant saint Charles Borromée, à l'église Saint-Pierre-ès-Liens, commune de Bourdeilles, Dordogne, France. Don de la famille Boissat de Lagrave (branche aînée des Boissat de Mazerat).

### Anciens
- Saint Charles Borromée,
- Federico Borromeo, cardinal, cousin du précédent.

### Actuels
- Le comte Carlo Ferdinando Borromeo Arese Taverna (né en 1935), comte d'Arona, a épousé Marion Zota (née en 1945) avec qui il a eu trois filles, avant d'en divorcer. Il vit depuis en union libre avec Donna Paola Marzotto (née en 1955) qui lui a donné deux enfants.
  - Donna Isabella Borromeo Arese Taverna (née en 1975), qui a épousé, le 24 septembre 2005, le comte Ugo Brachetti-Peretti (né en 1965)
    - Donna Angera Brachetti-Peretti (née en 2005)
    - comte Ludovico Brachetti-Peretti (né en 2008)
    - comte Federico Brachetti-Peretti (né en 2012)

  - Donna Lavinia Borromeo Arese Taverna (née en 1977), qui a épousé, le 4 septembre 2004, John Elkann (né en 1976), président du groupe Fiat[2]
    - Leone Elkann (né en 2006)
    - Oceano Elkann (né en 2007)
    - Vita Elkann (née en 2012)

  - Donna Matilde Borromeo Arese Taverna (née en 1983), qui a épousé, le 11 juin 2011, S.A.S. le prince Antonius von und zu Fürstenberg[3],[4]
    - S.A.S. le prince Karl-Egon von Fürstenberg (né en 2011)
    - S.A.S. le prince Alexander von Fürstenberg (né en 2012)

  - Carlo Ludovico Borromeo Arese Taverna (né en 1983), dit Carlo Borromeo, qui a épousé, le 30 juin 2012, la couturière italienne Marta Ferri
    - Cristoforo Borromeo Arese Taverna (né en 2014)

  - Beatrice Borromeo Arese Taverna (née en 1985), dite Beatrice Borromeo, mariée à Pierre Casiraghi[5], fils de la princesse Caroline de Monaco. Le mariage civil a lieu au palais princier de Monaco le 25 juillet 2015[6] et le mariage religieux sur le lac Majeur le 1er août 2015[7].